# 填補限度額変更係数
填補限度額変更係数とは、賠償責任保険において、基本保険料の前提条件として設定された基本填補限度額（注）を変更する場合に、基本保険料に乗じる係数のことをいう。基本保険料とともに、適切な保険引受となることが求められ、例えば、ニューヨーク州保険法第2301条では、保険料率が「過大」「不適切」「不当に差別的」のいずれでもないことを求めている。
基本保険料の前提条件となる基本填補限度額は、他方で最低額でもある。現行、一般に50万円や100万円といった低額であるが、被害者保護の観点から例えば身体障害に関しては自賠責保険の保険金額等（現行は3,000万円）を参考に再設定することが考えられる。

## 填補限度額変更係数の種類
保険商品によって、使用される填補限度額変更係数は異なる。例えば、生産物賠償責任保険と請負業者賠償責任保険では、異なった填補限度額変更係数が用いられる。
また、身体障害と財物損壊とでは填補限度額変更係数は異なる。
新しい保険商品に関しては、従来商品の填補限度額変更係数を準用するか、あるいは、事故データに基づいて新たな填補限度額変更係数が設定される。

## 填補限度額変更係数の求め方
概略、次の方法で填補限度額変更係数を求める。
1. 1つの保険集団を構成する事故データを集め、損害額{\displaystyle x}と損害額の発生確率{\displaystyle f(x)}との関係を示すグラフ、つまり、損害額を{\displaystyle x}軸、損害額の発生確率を{\displaystyle y}軸とするグラフを作成する。なお、現行一般に用いられている填補限度額変更係数は、事故データから最小2乗法を用いて近似曲線を求めている。
2. 上記1.の結果を積分して損害額{\displaystyle x}と累計損害額{\displaystyle g(x)}の関係式{\displaystyle y=g(x)}を求める。
3. 上記2.の結果を基本保険料における基本填補限度額{\displaystyle a}に対応する累計損害額{\displaystyle g(a)}で除して、基本填補限度額を1とした場合の填補限度額変更係数{\displaystyle y=h(x)}を求める。
4. 填補限度額変更係数を小数点以下第3位を四捨五入し、小数点以下第2位まで求める。求めた結果を一覧し、異常値があれば適宜修正を行う。

## 填補限度額変更係数の修正
填補限度額変更係数は、保険集団の設定条件や計算時の前提条件（環境）によって異なる結果となる。つまり、次の諸要素が填補限度額変更係数に影響を及ぼすのであり、適用にあたってはそうした諸要素が使用する填補限度額変更係数に与える影響を考慮して、修正を行う必要がある。
特に保険の目的（付保対象物）の特性（1事故損害額や事故発生頻度等の標準モデルとの乖離）が与える影響が大きい。
- 保険集団の構成する基データの属性
- モデルと実際のデータのトラッキング・エラー（異常データの存在、データが離散的な連続的か）
- 賃金（死亡・後遺障害ではホフマン係数・ライプニッツ係数が用いられるが、いずれも賃金がベースとなっている）
- 損害賠償額の単価・平均・分散の変化
- 物価の変動
- 損害事故発生率の変化
- 損害賠償請求件数の変化
- 安全に関する技術の変化（モデルチェンジ、技術革新など）
- 法規制の変更

### 填補限度額変更係数を修正すべきとされる例
入手可能な例として、航空機事故や鉄道事故の例では、時期によってリスクが変化しており、填補限度額変更係数も、そうした変化に応じた見直しが必要である。
＜？を！に...＞エネルギー教室＞リスクの性質について＞
http://www.iae.or.jp/energyinfo/energykaisetu/sp0005.html

### 免責金額設定係数との関係
免責金額設定部分は、被保険者から見た場合の自家保険でもあるので、免責金額設定係数にも、填補限度額変更係数と同様の考え方が準用できる。ただし、実際の適用にあたっては、填補限度額変更係数の標準値に対して、一定の安全率（保険会社から見た場合。被保険者から保険会社へのリスクの移転であり、一般には70%-80%のディスカウント）を乗じたものとするなど修正が必要である。
- 免責金額設定係数＝填補限度額変更係数（標準）＊安全率（ディスカウント率）

## 填補限度額変更係数の適用限界
填補限度額係数は、填補限度額が増額しても逓減的であるために、高額の填補限度額の設定に対しては保険会社は引き受けるリスクに見合った保険料が確保できないことがある。また、保険会社の引受能力・姿勢（再保険マーケットの動向も含む）によってはそのままの形、つまり逓減曲線は適用不可である。高額な填補限度額設定には、再保険手配による費用増や特定の危険の存在を踏まえ、填補限度額係数が描く基本的な逓減曲線も特定の変節点以降は直線や逓増曲線とするなど、適宜修正を施すことが必要である。

## 実際の例
現行、一般的な生産物賠償責任保険の例から推測すると次のとおりである。

### 填補限度額と累計損害額の関係式
- 身体障害

{\displaystyle f(x)=0.01115644\times {\frac {1}{x^{1.579594}}}}
{\displaystyle f(x)}；損害額ｘの発生確率
{\displaystyle x}；損害額（千円）
ここでは簡略化のため、填補限度額を「1名あたり」と「1事故あたり」とを同額として計算している。身体障害に関しては、損害額が2倍となると発生確率は約3分の1になると保険会社が見ていることが分かる。なお、米国のInsurance Services Office Ltd.が提供する英文約款では、73Form以降、「1名あたり」の填補限度額の規定を廃止していること、また、「1事故あたり」に一本化することで料率検証がしやすくなることから、今後は日本でも同様になると推測される。
- 財物損壊

{\displaystyle f(x)=2.41407\times {\frac {1}{x}}}
{\displaystyle f(x)}；損害額ｘの発生確率
{\displaystyle x}；損害額（万円）
財物損壊に関しては、損害額が2倍となると発生確率は2分の1になると保険会社が見ていることが分かる。

### 填補限度額変更係数の計算式
- 身体障害

{\displaystyle h(x,y)=0.062137\times x^{0.179546}\times y^{0.24086}}
{\displaystyle h(x,y)}；填補限度額変更係数（小数点以下第3位置を四捨五入し、小数点以下第2位とする。）
{\displaystyle x}；1名あたりの填補限度額（千円）
{\displaystyle y}；1事故あたりの填補限度額（千円）
1事故あたり填補限度額はその絶対値が重要であって、1事故あたり填補限度額が1名あたり填補限度額の何倍であるかは填補限度額変更係数に影響しないことが分かる。
- 財物損壊

{\displaystyle h(x)=2.41407\times \log {x}-1.418605}
{\displaystyle h(x)} ；填補限度額変更係数（小数点以下第3位置を四捨五入し、小数点以下第2位とする。）
{\displaystyle x}；填補限度額（万円）